# 名誉楽長
名誉楽長(めいよがくちょう)とは、音楽家に対して宮廷・音楽団体・公共機関から授与される称号のこと。

## 西欧における名誉楽長の称号
西欧では、宮廷音楽或いは音楽団体を通じて演奏や作曲などに功績のある音楽家に対して名誉楽長の称号を授与している。ヴォルフガング・アマデウス・モーツァルトも1770年にイタリアはボローニャのアカデミア・フィラルモニカ(音楽協会)より名誉楽長の称号を受けている。

## 日本における名誉楽長の称号
以下、日本における名誉楽長について詳述する。

### 都道府県警察における名誉楽長
岡山県警察本部では、警察訓令第3号として名誉称号の授与に関する訓令を定めらり、同訓練第3条において術科指導に功績のあった者に対する名誉師範、科学捜査研究所において功績のあった者に対する名誉特別研究員の称号とともに警察音楽隊における音楽指導と指揮に功績のあった者に授与される称号として定められている。広島県警察本部でも同様に音楽隊の名誉楽長の称号を定めている。

### 役職としての名誉楽長
主に音楽団体の名誉職として名誉楽長を置く例がある。一例としては大阪雅楽愛好会などで定める役職として名誉楽長の職が定められている。